# Мургия, Ана Офелия
Ана Офелия Мургия (исп. Ana Ofelia Murguía,8 декабря 1933, Мехико, Мексика — 31 декабря 2023, там же) — мексиканская актриса, ученица Секи Сано.

## Биография
Родилась 8 декабря 1933 года в Мехико.
Она училась в Театральной школе Национального института изящных искусств и была ученицей «отца мексиканского театра» Секи Сано, который подготовил её к плодотворной актёрской карьере. Хотя за её очень долгую карьеру у неё было очень мало главных ролей, качество её актёрской работы, а также её простота сделали её одной из самых признанных актрис мексиканского кино. Наиболее популярной отрицательной ролью актрисы стала роль сеньориты Эстрады, директора детского приюта, который превратила его в аналог фашистских концлагерей в телесериале «Дедушка и я», за что впоследствии заплатила сполна и была арестована.
Она работала с наиболее важными режиссёрами в ключевых фильмах мексиканского национального кинематографа последних трёх десятилетий 20-го века, такими как Фелипе Казальс, Артуро Рипштейн и Хайме Умберто Эрмосильо.
В 2011 году актриса была удостоена специальной награды кинематографической премии Ариэль за жизненные достижения и личный вклад в развитие мексиканского кинематографа. Награда была вручена ей совместно со сценаристом и режиссёром Хорхе Фонсом. За свою карьеру актриса трижды получала титул лучшей актрисы второго плана на премии «Ариэль», мексиканском эквиваленте «Оскара»: в 1979, 1986 и 1996 годах.
Скончалась 31 декабря 2023 года в Мехико, в возрасте 90 лет.

## Фильмография

### Телесериалы
- 1984 — Страстная Исабела — Кристина
- 1986-90 — Отмеченное время — хозяйка дома
- 1992 — Дедушка и я — сеньорита Эстрада, директор детского приюта, превратившая приют в аналог фашистских концлагерей, была разоблачена и арестована за ряд преступлений
- 1996 — 
  - Истории для одиноких людей — Марта
  - Трик Трак
  - Я не перестану любить тебя — Алисия Ларриос
- 1998 — Любовь всей моей жизни — донья Лупе по прозвищу «Мама Лупе»
- 2001 — Уроборос — Портесса
- 2003-04 — Дочь садовника — донья Ригоберта «Риго» Рондон
- 2007-08 — Пока проходит жизнь — Тото
- 2014-18 — Моцарт в Джунглях — няня Грасиела
- 2018 — Хосе Хосе: Принц песни — бабушка Кармелита

### Фильмы
- 1968 — Мир?
- 1971 — Босой орёл — работница
- 1977 —
  - Убейте льва — Эсперанса де Перейра
  - Чёрная вдова
- 1978 —
  - Кораблекрушение — Ампаро
  - Педро Парамо — Дамиана Сиснерос
- 1979 —
  - Мария в моём сердце — доктор Мургия
  - Пожизненное заключение — сестра Ромеро
  - Свободная любовь — супруга Эрнесто
- 1980 — Созвездия — Хуана Инес де ла Крус
- 1981 — Теперь мы должны победить
- 1984 — Сердце ночи — студентка-водительница
- 1985 —
  - Мексиканец, ты можешь! — бюрократка
  - Мотивы Лус — свекровь Лус (лауреатка премии Ariel de Plata в номинации «Лучшая женская игра»)